# Limehouse

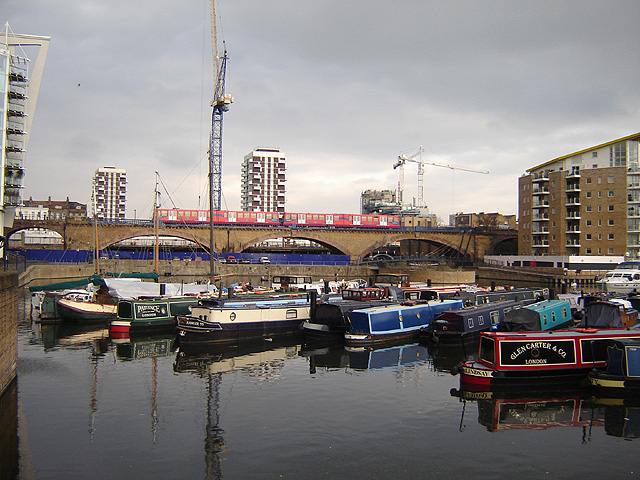
Limehouse Basin verso nord

Limehouse è un quartiere del borgo londinese di Tower Hamlets e si trova sulla riva nord del Tamigi di fronte a Rotherhithe, fra Ratcliff a ovest e Millwall a est.
Il nome discende da lime kiln, una fornace di terrecotte sita vicino al fiume e che forniva di stoviglie e tegami le navi che frequentavano il porto di Londra.
A chi la visita per la prima volta, dà l'impressione di essere centrata fra Narrow Street e Limehouse Basin, ma essa ha invece il suo punto focale su Limehouse Town Hall nella Commercial Road. Essa si sviluppa dal Limehouse Basin ad ovest fino al margine dell'antica Chinatown in Pennyfields ad est e dal Tamigi a sud fino al Victory Bridge all'incrocio con la Ben Johnson Road e Rhodeswell Road a nord.
L'area ha dato il nome al Limehouse Reach, una porzione del Tamigi che va da Shadwell, attraverso Ratcliff e poi Limehouse a Millwall.

## Storia

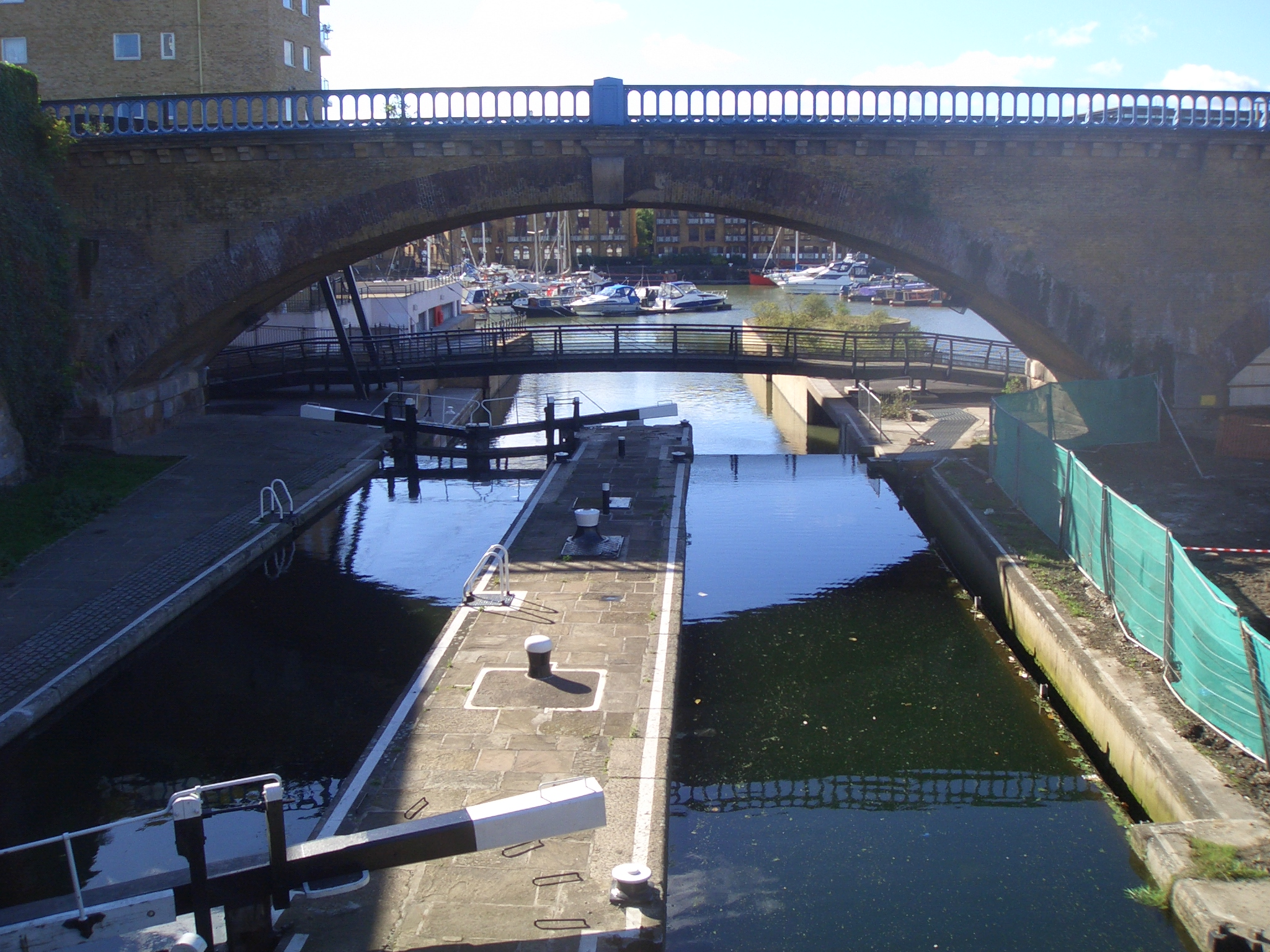
Canal lock sul Regent's Canal entrando nel Limehouse Basin

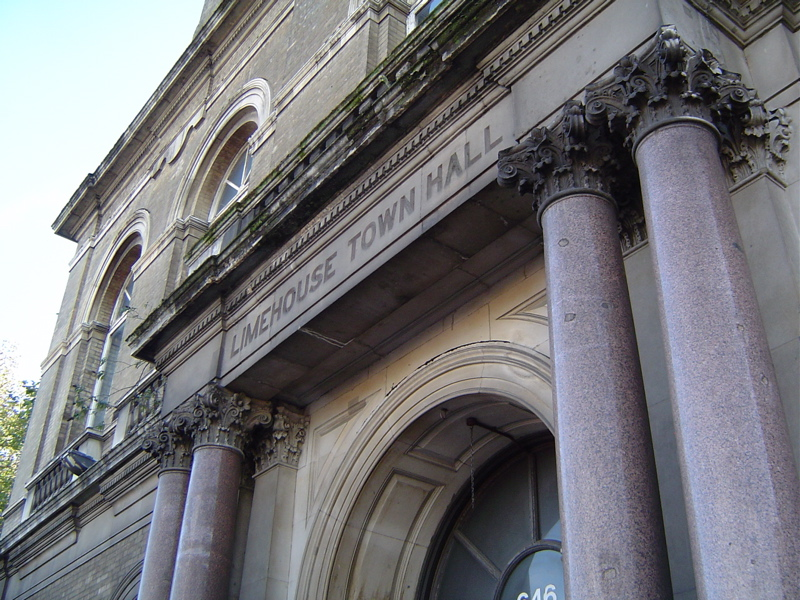
Municipio di Limehouse

Dalla sua fondazione, Limehouse, come la vicina Wapping, ebbere maggiori contatti con il fiume che con l'entroterra poiché l'entroterra confinante era costituito da una palude. Limehouse divenne un importante porto nel tardo medioevo, dotato di estese banchine ed adeguati magazzini per le merci.
Il Limehouse Basin aprì nel 1820 come Regent's Canal Dock, e costituì un importante collegamento con il Tamigi e i canali in cui navigavano le piccole imbarcazioni che consentivano il travaso delle merci con le grandi navi. Questo tipo di imbarcazioni sono ancora visibili nel Basin.
Le banchine sono rimaste ancora oggi al loro posto mentre altrettanto non può dirsi dei magazzini che sono stati trasformati in eleganti abitazioni residenziali.
Dall'epoca Tudor fino al XX secolo, gli equipaggi delle navi venivano reclutati casualmente in qualunque porto e venivano presi la dove erano disponibili. Erano privilegiati i marinai del luogo in quanto conoscitori dei pericoli che si annidavano sotto il livello dell'acqua sotto forma di scogli e rocce sommerse e per la conoscenza delle correnti. Gli equipaggi venivano pagati alla fine del loro viaggio e inevitabilmente si crearono delle comunità permanenti di diverse etnie di marinai come indiani e africani delle coste della Guinea. Grandi comunità cinesi si stanziarono in Chinatown ubicate sia a Limehouse che a Shadwell, a seguito della importazione di oppio, tè ed altre spezie provenienti dall'estremo oriente. L'area acquisì notorietà nel XIX secolo come luogo di nascondiglio di oppio a seguito dei racconti di Sax Rohmer ed altri. Così come l'East End rimase un punto focale dell'immigrazione, ma dopo le devastazioni dei bombardamenti della seconda guerra mondiale, la gran parte della comunità cinese si trasferì a Soho.
Il 12 febbraio 1832, il primo caso di colera verificatosi a Londra venne registrato a Limehouse. Per la prima volta descritto in India nel 1817, esso si diffuse via Amburgo. Nonostante fossero morte 800 persone durante l'epidemia, poche di esse morirono dì tubercolosi. Altre epidemie di colera si susseguirono nel 1848 e nel 1858.